# Villa Spineda
Villa Spineda Gasparini Loredan è una villa veneta di Venegazzù (frazione di Volpago del Montello in provincia di Treviso), dove si affaccia sulla strada statale che collega Montebelluna e Conegliano.

## Storia
Il progetto della villa risale al 1753, quando fu commissionata all'architetto Giovanni Miazzi da Marcantonio Spineda de Cattaneis, esponente della nobiltà trevigiana. Il disegno fu però largamente modificato da Francesco Maria Preti, già progettista del Duomo di Castelfranco Veneto e di Villa Pisani di Stra, al fine di raggiungere un maggiore controllo delle proporzioni (secondo le regole da lui fissate nel trattato Elementi di Architettura del 1780). Fu comunque il Miazzi a concludere l'edificio, senza tuttavia apportare ulteriori cambiamenti al progetto del maestro.
Nel primo Novecento, il senatore Jacopo Gasparini allestì, al pianterreno della barchessa ovest, un museo di cimeli africani, decorando l'ambiente in stile neoegizio. I reperti erano stati acquisiti durante la sua lunga esperienza diplomatica come governatore d'Eritrea e ambasciatore in Yemen. Negli anni '50, nella parte di tenuta verso il Montello, il successivo proprietario Conte Piero Loredan (figlio di Lia Gasparini, figlia ed erede di Jacopo) fondò anche una tenuta vinicola che fu poi separata dalla villa e ceduta agli attuali proprietari nel 1973.
Alla fine del secolo la villa fu acquistata dalla Benetton, per conto della quale è stata completamente restaurata da Afra e Tobia Scarpa, nell'ambito di un progetto volto a realizzare il centro direzionale del progetto Sportsystem del gruppo della moda. 
Con il venire meno dell'impegno diretto del gruppo di Ponzano Veneto nel settore sportivo, nel 2008 la villa è stata acquistata da Veneto Banca per l'ampliamento delle proprie strutture direzionali e, dopo la sua messa in liquidazione, è ora di proprietà di Intesa Sanpaolo che tuttavia non ne ha previsto l'utilizzo e viene saltuariamente concessa per eventi pubblici.

## Descrizione
Il complesso, incorniciato posteriormente dal verde del Montello, segue un'impostazione simmetrica che vede il corpo dominicale isolato al centro, due barchesse laterali autonome e una cappella gentilizia annessa, caratterizzata da pianta circolare con cupola.
Il corpo di fabbrica è tipicamente palladiano, disposto su tre piani, con un pronao tetrastilo composito sovrastato da un timpano, sormontato da tre statue e contenente lo stemma della famiglia Spineda. Le due ali laterali hanno la facciata impreziosita da lesene, tra le quali si aprono tre ordini di monofore con edicola.
Le barchesse presentano centralmente tre arcate a tutto sesto, affiancate da due livelli di monofore. Le arcate sono divise da semicolonne con capitelli compositi, che sostengono una trabeazione modanata, sulla quale si saldano i conci a voluta in chiave di volta. 

Sia le barchesse che il corpo centrale in tutto il piano terra sono trattati a bugnato. 
Internamente, nel salone sono ripetute le architetture esterne, mentre nelle stanze laterali sono presenti degli stucchi con pavimenti in seminato veneziano. Unitamente al restauro, sotto al giardino è stata ricavata un'ampia sala, delle dimensioni quasi pari allo stesso, utilizzata da Veneto Banca per le proprie assemblee dei soci. L'accesso avviene dall'interno delle barchesse laterali e dai lati esterni dotati di uscite di sicurezza. 
Esternamente in origine il giardino era caratterizzato da giochi d'acqua e da un bosco nell'area sud; a nord, verso il Montello, c'era un esteso frutteto.
L'ampio complesso architettonico è circondato da una peschiera e da un alto muro di cinta, un tempo decorato con affreschi, coperti con l'ultimo restauro.
A rendere il sito ancora più scenografico, sia verso nord che verso sud, un ampio viale di pioppi cipressini, utilizzato come maneggio, attraversava le proprietà. Ancor oggi, lungo via Sant'Eurosia (parallela alla statale), si possono vedere i due cedri che costituivano il termine del lungo viale.